# Dogecoin
Dogecoin (произнася се: дож-койн, код: DOGE, символ: Ð) е криптовалута, създаденa от двама софтуерни инженери – Били Маркус и Джаксън Палмър. Те решили да създадат платежна система на шега, подиграваща се със спекулации с криптовалутите по онова време. Въпреки това някои го смятат за законна инвестиционна перспектива. Логото на Dogecoin прадставлява лицето на кучето Шиба ину. Тази криптовалута е представена на 6 декември 2013 г. и бързо развива собствена онлайн общност, достигайки пазарна капитализация от над 85 милиарда долара на 5 май 2021 г.

## История
Първоначално създаденa като шега, Dogecoin е изобретен от софтуерен инженер от IBM Били Маркус и софтуерен инженер от Adobe Джаксън Палмър. Те искали да създадат peer-to-peer електронна валута, като алтернатива на Bitcoin. Освен това те искали да го дистанцират от противоречивата история на други подобни валути. Dogecoin е официално лансирана на 6 декември 2013 г. и в рамките на първите 30 дни има над милион посетители на Dogecoin.com.
Палмър е признат за превръщането на идеята в реалност. По това време той е бил член на маркетинговия отдел на Adobe Systems в Сидни. Палмър закупил домейна Dogecoin.com и добавя начален екран, който е много семпъл. Маркус се обръща към Палмър, след като вижда сайта и двамата започват развитието на валутата. Маркус проектирал протокола на Dogecoin, като за основа използвал вече съществуващите протоколи на Luckycoin и Litecoin (други криптовалути).
19 декември 2013 г. стойността на Dogecoin скача с близо 300% за 72 часа, като се повишава от 0,00026 на 0,00095 долара. Този ръст настъпва по време, когато биткойн и много други криптовалути се колебаят от решението на Китай да забрани на китайските банки да инвестират в биткойн икономиката. Три дни по-късно Dogecoin преживя първия си голям срив, като спада с 80% поради това събитие.
На 25 декември 2013 г. се случва първата голяма кражба на Dogecoin, когато милиони са откраднати по време на хакване на онлайн платформата за портфейли за криптовалута Dogewallet.
Съоснователят Джаксън Палмър напуска общността на криптовалутите през 2015 г. и няма планове да се връща, след като стига до убеждението, че криптовалутата, първоначално замислена като либертарианска алтернатива на парите, е фундаментално експлоатираща и изградена, за да обогати най-добрите си поддръжници. Били Маркус се съгласява с позицията на Палмър.
През 2017 г. до началото на 2018 г., по времето на балона на криптовалутите, Dogecoin за кратко достига своя връх от 0,017 долара на монета през януари 2018 г., като достига общата си пазарна капитализация до 2 милиарда долара.

## Набиране на средства
Общността и фондацията на Dogecoin насърчават набирането на средства за благотворителни цели и други забележителни каузи

### Зимните олимпийски игри 2014 г.
На 19 януари 2014 г. общността на Dogecoin организира кампания за набиране на средства, за да събере 50 000 долара за ямайския отбор по бобслей, който се класира за Зимните олимпийски игри в Сочи, но не може да си позволи да отиде на тях. За два дни са дарени Dogecoin монети на стойност 36 000 долара, а обменният курс на Dogecoin към Bitcoin се повишил с 50%.

### Doge4Water
Вдъхновена от набирането на средства за Зимните олимпийски игри и по-малките благотворителни успехи, фондацията на Dogecoin, ръководена от Ерик Накагава, започва да събира дарения за изграждане на кладенец в басейна на река Тана в Кения в сътрудничество с Charity: Water. Те се стремят да съберат общо 40 млн. Dogecoin (30 хил. долара по това време) преди Световния ден на водата (22 март). Кампанията успява, като събира дарения от повече от 4000 дарители, включително един анонимен, който дарява 14 млн. Dogecoin (приблизително 11 хил. долара).

## Илон Мъск и Dogecoin
Илон Мъск често използва своята платформа в Twitter, за да изрази своите виждания за Dogecoin, което кара някои да твърдят, че действията му представляват манипулация на пазара, тъй като цената на Dogecoin често се променя драстично малко след туитовете, свързани с Dogecoin, пуснати от Мъск.
Според CNN Business, първият туит на Мъск, свързан с Dogecoin е на 20 декември 2020 г. когато той написва в Туитър „Една дума: Додж“. Малко след това стойността на Dogecoin се повишава с 20%.
Това е последвано от поредица туитове на Мъск, свързани с Dogecoin, в началото на февруари 2021 г. След тези туитове стойността на Dogecoin нараства с около 40%.